# 舍莫丹
舍莫丹（法語：Chemaudin，法語發音：[ʃəmodɛ̃]）是法国杜省的一个旧市镇，位于该省西部，属于贝桑松区。2017年1月1日，舍莫丹和相邻的沃莱普雷合并为新市镇舍莫丹和沃（Chemaudin et Vaux），并成为政府驻地。

## 地理
舍莫丹（47°13'26"N, 5°53'31"E）面积7.3 平方千米，位于法国勃艮第-弗朗什-孔泰大區杜省，该省份为法国东部内陆省份，北起上索恩省，西接汝拉省，东部及东南部与瑞士接壤，东北部与贝尔福地区省接壤。
与舍莫丹接壤的市镇（或旧市镇、城区）包括：沃莱普雷、维莱比宗、格朗方丹。
舍莫丹的时区为UTC+01:00、UTC+02:00（夏令时）。

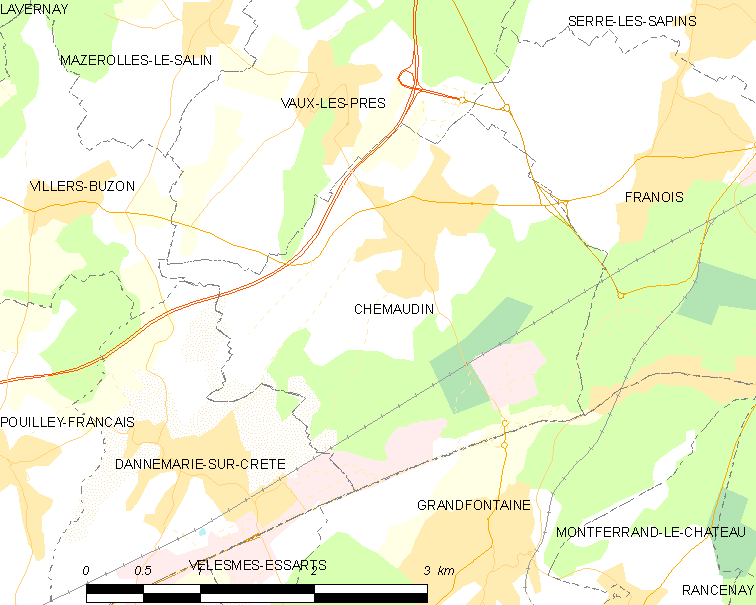
舍莫丹的OSM定位图

## 行政
舍莫丹的邮政编码为25320，INSEE市镇编码为25147。

## 政治
舍莫丹所属的省级选区为贝桑松第一县。

## 人口

1962-2008年间舍莫丹人口变化图示

舍莫丹于2013时的人口数量为1501人。